# Murdannia striatipetala
Murdannia striatipetala är en himmelsblomsväxtart som beskrevs av Robert Bruce Faden. Murdannia striatipetala ingår i släktet Murdannia och familjen himmelsblomsväxter. Inga underarter finns listade.